# うちの師匠はしっぽがない
『うちの師匠はしっぽがない』（うちのししょうはしっぽがない）は、TNSKによる日本の漫画作品。『good!アフタヌーン』（講談社）にて、2019年2号より2024年2号まで連載された。上方落語を題材に、主人公の成長と師弟愛を描く。

## あらすじ
時は大正時代。使いに出されたことをきっかけに里を飛び出し、大阪の街へやってきた豆狸の少女・まめだは、身につけた変身術で人間を化かそうとするが、現代文明に親しんだ都会の人間には通用しないばかりか、同じく変身術を使いこなし女流落語家に化ける”化け物”、大黒亭文狐に正体を見破られてしまう。文狐の落語を目の当たりにしたまめだは、自分も術ではなく芸で人を化かしたいと弟子入りを乞う。はじめは弟子を取らないとしてまめだを追い返す文狐だったが、まめだの熱意に圧され弟子入りを認める。こうして新米落語家・大黒亭まめだの修業の日々が始まった。

## 登場人物
声の項はテレビアニメ版の声優。

### 主要人物
まめだ / 大黒亭 まめだ（）
声 - M・A・O
淡路の廃寺を根城とする豆狸の一族の女の子。人間に化けたときの姿は中央に一房色の濃い部分のある茶髪の少女。時代が大正へ移ってもなお人間を化かし続けた変わり者の父を持ち、自身も人間を化かそうとするも、失敗し追い詰められていたところを文狐に救われ、弟子入りを志願する。初対面の相手にも物怖じしない性格で、本来目上の相手にも敬語を使うことはほとんどない。落語の腕前はまだまだ発展途上だが、狸らしく鳴り物の名手。「狸であることがバレたら破門」と文狐から言いつけられており、妖力の衰えにより変身を保てなくなって以降は葉っぱに形を変えた狸の金印から妖力を得ている。天神祭での落語会より前座を務める。アニメ放送十三話の時点で頭の葉っぱの色は緑。
まめだの名前は、上方落語の演目『まめだ』に因んでいる。
大黒亭 文狐（）
声 - 山村響 / 湯浅かえで（YouTubeでのショートムービー）
大阪でその名を知らぬ者はいない人気の落語家。真打。狐火などの術を使いこなし、まめだと同じく変身術を使い黒髪の美女に化けているが、人前で変身を解くことは全くない。また自身も人外の類であるにも関わらず怪談は苦手。まめだが押しかけるまで、先代・文鳥の「大黒亭は文狐の代で終わり」という遺言を守り、弟子を取っていなかった。その正体は七度狐と呼ばれる妖怪で、社が解体され倒れていたところを文鳥に拾われた。

### 寄席『春来亭』
大阪にある寄席の一つ。
椿 しらら（）
声 - Lynn
まめだと同年代の落語家の少女。落語の腕前は本物で、見習いから一年少々で前座、天神祭での落語会をもって中座へと昇進する。まめだと出会った当初は刺々しい態度を取っていたが、後によき先輩かつ友人として接するようになる。東京の極道・黒駒一家の跡取りであったが、実家を出奔し芸能の道を志した過去を持つ。自身の東京なまりを気にしており、関西弁で演じられる上方落語のリズムの習得には苦労している。博徒をネタにした「看板の一（ピン、後述）」が評判。
松 / お松
声 - 相川奈都姫
春来亭のお茶子。ノリがよく男勝りな性格。酒豪。酒癖は悪い。非番の日には朝からでも呑んでる。素面の時には初めて訪れたまめだ、他のスタッフにも適切な指示を出す等、真面目そうな人。
作次郎
声 - 村瀬歩
席亭。度胸こそあるが腕っ節は強いとはいえず、丸眼鏡の優男という外見も相まってか、オーナーという立場にも関わらず周囲からの扱いは軽い。
小糸
声 - 長谷川育美
三味線方。盲目であるが、聴覚や嗅覚に優れ、まめだが狸であることに気づいていた（狸が高座にあがるのを皆がキュンとしていると思っていた）。モフモフしたものが好きで、まめだのしっぽを撫でることと引き換えに正体を秘密にする約束を交わす。文狐の正体には気づいていない様子。師匠は林家トメ。

### 四天王
まめだたちの時代における、上方落語の大看板。先代の遺志に背いた文狐とまめだに対し、「大黒亭を名乗るにふさわしいかどうかを試す試練に合格するまでまめだは破門、失敗すれば文狐も大黒亭をやめる」との条件を課す。
大黒亭文狐
椿 白團治（）
声 - 江口拓也
しららの師匠。椿一門の家元にして二代目。天才的落語家であるが、性格は常軌を逸しており、軍人高官との恋愛話のもつれをネタにし続け政治犯として投獄される、方々に借金をつくっていたため出所直後に身ぐるみを剥がされ寒空の下放り出されるなど、奇行が絶えない。しららからは落語の師匠としては慕われているようだが、ときおり蹴りなどの鉄拳制裁を食らっている。出所直後に丸裸の状態で出会ったまめだからは「尻」とも呼ばれた。モデルは初代桂春団治。
文鳥の実の息子であり、本来は大黒亭一門の出身。文狐の兄弟子にあたる。
霧の圓紫（）
声 - 竹達彩奈
女流落語家。「完全な話芸」と称される正確無比な口演が特長。一方、普段の話し方は非常にのんびりとしており、メトロノームがないと通常のリズムで会話できない。自身を差し置いて文鳥の弟子となった文狐を目の敵にしており、遺言に背いて弟子を取った文狐を糾弾する。圓雨という弟子がいる。
恵比寿家 歌緑（）
声 - 石田彰
文鳥と同世代の落語家。愛煙家だが病弱で、常に咳き込んでいる。感情表現に長け、まるで別人がいるかのような仕草で聴衆を魅了する。

### その他の登場人物
大黒亭 文鳥（）
声 - 諏訪部順一
文狐の師匠にあたる落語家。故人。自分以外の他人を憎む一方、他人を観察し笑いへと昇華させることを生きがいとしていた人物で、そんな自分の芸を後代に遺したくないと自分限りで大黒亭を廃業とすることを決めていたが、人間に住処を追われ人を憎む文狐に自分と通じるところを見出したためか心変わりし、弟子を取った。病に倒れ、「オレの芸はお前で終わり」と言い遺し夭逝する。
らくだ
声 - 梅原裕一郎
しららの実家、黒駒一家の若頭。跡継ぎであるしららを追って春来亭に押しかけるも、「笑ったらしららを返す」という文狐との賭けに負け、諦める。その後は大阪に残り借金取りの片棒を担ぐなどしている。本名は不詳だが、文狐が賭けで披露した落語の演目から、らくだの兄貴とあだ名で呼ばれている。天神祭の落語会や新人演芸大会関西地区一回戦では頬被り姿でしららの落語を観に来ている。
天神ちゃん（）
声 - 大野柚布子
天満宮に祀られた天神。まめだや文狐には角の生えた稚児の姿に見えるが、妖力のない人間からは見えない。雷神であり、天神祭の日には落語を見るために神輿から脱走して雷雨を引き起こした。頭の角は天界と交信するためのアンテナ。まめだを電気ショックで痺れさす。
まめだの父
声 - 榎木淳弥
まめだの父で化け狸（十代目芝右衛門狸）。大阪で暮らしていて、時々里へ帰省していたがやがて帰らぬ狸となる。亡き妻と並んで墓がある。
長老
声 - 高橋伸也
まめだの祖父にあたる化狸。まめだは「じっちゃん」と呼ぶ。和尚の姿に化けており、好々爺といった雰囲気だが妖力は文狐に引けを取らない。人間と混ざって暮らし続けるまめだの妖力の衰えを心配し、淡路の里へ連れ戻そうとする。
左衛門狸（）
死んでもなお人間に化けた姿を保ったとの伝説が残る、伊予の大狸。左衛門と名乗っているがメスであり、花魁風の言葉で話す細身の女性に化ける。人間の夫との再会を地獄で待ち続けており、妖力の源であった狸の金印を閻魔大王から取り戻すため、まめだと協力する。
平兵衛（）
声 - 小野坂昌也
ロマンスグレイの髪と口ひげを生やした大坂商人。遊郭を貸し切り、大騒ぎの宴席に落語家を呼んだりする。文鳥、文狐、まめだと三人の大黒亭に因縁がある。落語家に生産性が無いと思っており、バカにしている。
警官
声 - 浦和希（警官1）、こばたけまさふみ（警官2）、峠健一（警官3）
平兵衛からの賄賂でまめだを逮捕しようとした警官たち。まめだを追って春来亭へ乗り込むが、文狐の落語と術により平兵衛共々退散する。

## 登場する落語の演目
遊山船（ゆさんぶね）
アニメでは一話以外にも、まめだが「その陽気なこと！」と扇子を叩きながら、何度も練習する場面がある（アニメCMでも当該シーンが流れる）。
崇徳院（すとくいん）
第二話。落ちは「割れても末（すえ）に 買わんとぞ思う」の他にも複数のバリエーションがある（アニメでは二種類を紹介）。東京落語における「皿屋」に相当。
三枚起請（さんまいきしょう）
音曲や特殊効果の多い廓噺。アニメ三話ではまめだが上方落語の小道具や裏方について体験・解説する。サゲは高杉晋作が作ったとされる都々逸から。
アニメ十二話で歌緑が遊郭の客前で演じた。
らくだ
「真打の大ネタ」と称される。東京落語における後世の工夫についてもまめだが語る。
皿屋敷（さらやしき）
著名な怪談噺。東京では「お菊の皿」。幽霊や人外を苦手とする文狐が演るのを渋る。アニメ未登場。
辻占茶屋（つじうらぢゃや）
三味線の唄との掛け合いが難しい演目。東京では「辰巳の辻占」に相当。まめだが三味線に化ける。
伊勢参宮神乃賑（いせさんぐうかみのにぎわい）
俗に言う「東の旅」。導入部にあたる「東の旅 発端」は畳み掛ける様に「ようよう上がりました私が初席一番叟で御座います」から口上が続くため、前座が訓練のために覚えることが多い。東京落語における「たらちね」や「寿限無」「錦明竹」と同じ位置付け。
青菜（あおな）
まめだの初高座のあと、姉弟子のしららが船内で演じた。植木屋のキャラから江戸のイメージがあるが、元々は上方落語。
旧題は「弁慶」（「甲府い」「死ぬなら今」と同じ逆さ落ち）。
祝いのし（いわいのし）
第八話。白團治が出所後の復帰時に「前座の露払い」との趣向で最初に演じた。慣用句『磯の鮑の片思い』から「鮑のし」とも。
天下一浮かれの掛け取り（てんかいちうかれのかけとり）
文狐とまめだが、白團治の借金取りを体を張って撃退するのに言い訳を使っている。
池田の牛ほめ（いけだのうしほめ）
白團治がつけを溜めた酒屋で、しららとまめだが新築の店を褒める。東京落語は愛宕神社が秋葉権現のお札に変わる。地口落ち。
長名の伜（ながなのせがれ）
東京落語の「寿限無」。圓紫から教えてもらったまめだが、寝食を忘れて練習し自家籠中の噺にする。
初代米澤彦八が著した滑稽噺「欲（よく）からしづむ淵（ふち）」が元祖。溺れるアンハッピーエンドの場合もある。
百年目（ひゃくねんめ）
船場の商家を舞台にした大ネタ。複数の手代・丁稚など多くの登場人物を演じ分ける必要あり。
回想シーンで今は亡き文鳥が、文狐のために演じてみせた。アニメのミニコーナー「しっぽなのしっぽ」は特殊回でまめだは休み。
佐々木裁き（ささきさばき）
「三方一両損」「大工調べ」などと同じお白洲もの。アニメ最終回で文狐が警官たちの前で演じた。「ささき」と「さばき」が駄洒落。「しっぽなのしっぽ」も文狐が担当。
有馬の身過ぎ（ありまのみすぎ）
特殊な部類に入る下ネタ噺であり、高座でかけられることは少ない。
看板の一（かんばんのぴん）
さいころ賭博のチョボイチを題材とした噺。「ぴん」はさいころや株札の一の呼称（九一をくっぴん、四一をしっぴんなど）。
初天神（はつてんじん）
複数のエピソードごとにオチがあり、どの箇所でもサゲられるようになっていて、時間調整が効く。
地獄八景亡者戯（じごくばっけいもうじゃのたわむれ）
通しで演じると1時間を超え、相当の力量を要する。時事ネタや「誰某近日来演」など演者の自虐が入る場合がある。
始末の極意（しまつのごくい）
東京落語の「しわい屋」。「吝嗇の達人」から習ぶ主人公が最後に逆襲したかに見えたが、達人はその上をいっていたというサゲ。
死神（しにがみ）
命のろうそくが消えるしぐさオチだが、単に寝ぼけていて行燈の火が消えただけ（「一炊の夢」と同じいわゆる夢オチ）もある。

## 書誌情報
- TNSK 『うちの師匠はしっぽがない』 講談社〈アフタヌーンKC〉、全12巻
  1. 2019年9月6日発行（同日発売[17]）、ISBN 978-4-06-517007-6
  2. 2019年12月6日発行（同日発売[18]）、ISBN 978-4-06-517932-1
  3. 2020年5月7日発行（同日発売[19]）、ISBN 978-4-06-519472-0
  4. 2020年10月7日発行（同日発売[20]）、ISBN 978-4-06-520912-7
  5. 2021年3月5日発行（同日発売[21]）、ISBN 978-4-06-522663-6
  6. 2021年8月5日発行（同日発売[22][23]）、ISBN 978-4-06-524517-0 / ISBN 978-4-06-524723-5（特装版）
  7. 2022年1月7日発行（同日発売[24]）、ISBN 978-4-06-526555-0
  8. 2022年6月7日発行（同日発売[25]）、ISBN 978-4-06-528218-2
  9. 2022年10月6日発行（同日発売[26]）、ISBN 978-4-06-529509-0
  10. 2023年2月7日発行（同日発売[27]）、ISBN 978-4-06-530565-2
  11. 2023年7月6日発行（同日発売[28]）、ISBN 978-4-06-532224-6
  12. 2024年2月7日発行（同日発売[29]）、ISBN 978-4-06-534480-4

## テレビアニメ
2021年8月3日にテレビアニメ化が発表され、2022年9月から12月までTOKYO MXほかにて放送された。本編終了後は、原作同様、落語演目を解説するミニコーナー「しっぽなのしっぽ」が放送される。

### スタッフ
- 原作 - TNSK[32]
- 監督・絵コンテ - 山本秀世[32]
- シリーズ構成 - 待田堂子[32]
- 脚本 - 下林渓、皐月彩、冨樫夕歩[32]
- キャラクターデザイン・総作画監督 - 山内遼[32]
- プロップデザイン・メインアニメーター - 三室健太[32]
- 3DCGlディレクター - 山崎嘉雅
- 美術設定 - 高畠聡
- 美術監督 - 齋藤幸洋[32]
- 色彩設計 - 相田美里[32]
- 撮影監督 - 石塚知義[32]
- 編集 - 長谷川舞[32]
- 音楽 - 矢鴇つかさ、原田篤、本多友紀[32]
- 音楽制作 - ポニーキャニオン[32]
- 音楽プロデューサー - 渡部祐樹
- 音響監督 - 納谷僚介[32]
- 落語アドバイザー - 笑福亭生喬、林家染雀、露の紫
- 寄席囃子演奏 - 笑福亭生喬、林家染雀、笑福亭喬若、はやしや絹代
- プロデューサー - 伊藤裕史、渡部祐樹、亀井博司、岸田拓磨、福井洋平、裴衍杰、稗田康貴
- アニメーションプロデューサー - 大山裕一
- アニメーション制作 - ライデンフィルム[32]
- 協力 - 上方落語協会、信実友理子
- 製作 - 春来亭活動写真部

### 主題歌
「幻愛遊戯」
GARNiDELiAによるオープニングテーマ。作詞はメイリア、作曲・編曲はtoku。
「ヴァージニア」
Hinanoによるエンディングテーマ。作詞は岩里祐穂、作曲・編曲は倉田涼、ストリングスアレンジは小林哲也。

### 各話リスト
| 話数     | サブタイトル                         | 脚本     | 演出              | 作画監督 | 初放送日       |
| -------- | ------------------------------------ | -------- | ----------------- | --- | -------------- |
| 第一話   | 私、落語家になるっ！                 | 待田堂子 | 藤代和也          | 清水勝祐 柴田健児 佐本三国                                                                                        | 2022年 9月30日 |
| 第二話   | ウチの芸、盗めるもんなら盗んでみ     | 下林渓   | 木村佳嗣 山本秀世 | 柑原豆真 西道拓哉 柴田健児 清水勝祐 佐本三国 三橋妙子 三橋桜子 竹島照子 西川雅史 Oh yang hyun                     | 10月7日        |
| 第三話   | よう仕事見とき                       | 皐月彩   | 平田豊            | 嶋田聡史 岡崎耕太郎 佐本三国                                                                                      | 10月14日       |
| 第四話   | 見せん下手くそより、見せる下手くそや | 待田堂子 | 横山でで          | 横山でで 嶋田聡 宮永あずさ 中野彰子 西道拓哉 西川雅史 藤田正幸                                                    | 10月21日       |
| 第五話   | メジロ、ハマチ、ブリ                 | 皐月彩   | 藤代和也          | 竹島照子 清水勝祐 柴田健児                                                                                        | 10月28日       |
| 第六話   | 客は食い物！                         | 下林渓   | 平田豊            | 梅田香 柑原豆真 西道拓哉 柴田健児 嶋田聡史 竹島照子 西川雅史 Ryu hyun jin Kim dae jung Park mi hyunv              | 11月4日        |
| 第七話   | はじめの一歩は転んでなんぼ           | 待田堂子 | 松井ふみひろ      | 佐本三国 三橋妙子 竹島照子 清水勝祐 安西俊之 角田茉央                                                             | 11月11日       |
| 第八話   | 正気やったら芸人やってへんねん       | 皐月彩   | 安西俊之          | 小島彰 竹島照子 角田茉央                                                                                          | 11月18日       |
| 第九話   | 師匠じゃなきゃ意味ないんだ           | 下林渓   | 村上勉            | 佐々木一浩 服部憲知 松本勝次 熊谷香代子 菊池華子 金凱 中井恵巳 梅田香 西道拓哉 西川雅史 鈴木良子                  | 11月25日       |
| 第十話   | 何でアテはあかんのか                 | 冨樫夕歩 | 平田豊            | 安西俊之 柑原豆真 小島彰 嶋田聡史 竹島照子 中野彰子 角田茉央 三橋妙子                                             | 12月2日        |
| 第十一話 | オレの芸、お前で終わらせてくれよな   | 冨樫夕歩 | 山本秀世          | 清水勝祐 柴田健児 西道拓哉                                                                                        | 12月9日        |
| 第十二話 | 君が面白くちゃ意味がない             | 待田堂子 | 中川聡            | Ho Sung Jin 杉本幸子 北條直明 鵜池一馬 園田大勢 岩崎亮 西道拓哉                                                   | 12月16日       |
| 第十三話 | 全部師匠が教えてくれた               | 待田堂子 | 山本秀世 横山でで | 安西俊之 角田茉央 なまためやすひろ 佐竹秀幸 西道拓哉 清水勝祐 柴田健児 竹島照子 小島彰 成松義人 三橋妙子 木村友美 | 12月23日       |

### 放送局
| 放送期間                 | 放送時間                     | 放送局   | 対象地域   | 備考                                   |
| ------------------------ | ---------------------------- | -------- | ---------- | -------------------------------------- |
| 2022年9月30日 - 12月23日 | 金曜 22:30 - 23:00           | TOKYO MX | 東京都     |                                        |
| 2022年10月2日 - 12月25日 | 日曜 2:08 - 2:38（土曜深夜） | 毎日放送 | 近畿広域圏 | 製作参加 / 『アニメシャワー』第1部     |
|                          | 日曜 23:00 - 23:30           | BS朝日   | 日本全域   | 製作参加 / BS/BS4K放送 / 『アニメA』枠 |
| 2022年10月4日 - 12月27日 | 火曜 21:30 - 22:00           | AT-X     | 日本全域   | CS放送 / 字幕放送 / リピート放送あり   |

| 配信開始日     | 配信時間                   | 配信サイト |
| -------------- | -------------------------- | --- |
| 2022年10月1日  | 土曜 0:00（金曜深夜） 更新 | dアニメストア |
| 2022年10月3日  | 月曜 12:00 更新            | Amazon Prime Video TELASA J:COMオンデマンド メガパック milplus auスマートパスプレミアム Hulu U-NEXT ひかりTV FOD ニコニコチャンネル [ 37 ] Rakuten TV ビデオマーケット GYAO!ストア DMM.com |
|                | 月曜 22:00 - 22:30         | ニコニコ生放送 |
|                | 月曜 23:30 - 火曜 0:00     | ABEMA |
| 2022年10月17日 | 月曜 12:00 更新            | バンダイチャンネル |

### BD
| 巻  | 発売日        | 収録話         | 規格品番           | 規格品番   |
| 巻  | 発売日        | 収録話         | きゃにめ数量限定版 | 通常版     |
| --- | ------------- | -------------- | ------------------ | ---------- |
| BOX | 2023年1月18日 | 第1話 - 第13話 | SCXP-001386        | PCXP-50926 |